# Coeur d’Alêne
Coeur d’Alêne /="heart of an awl"/ (Srce Šila, Skitswish, Skeet-so-mish, Skeetsomish, Schitsu'umsh, Pointed Hearts), pleme Salishan Indijanaca s istoimene rijeke i jezera u Idahu, danas na rezervatu Coeur d'Alene (vidi). 

## Ime
Ime Coeur d’Alêne dali su isprva francuski trgovci poglavici ovog plemena koji je bio poznat po svojoj škrtosti, a jedan francuski trgovac proglašava ih najboljim trgovačkim narodom na svijetu. Kasnije ovaj naziv Amerikanci prevode sa  'Pointed Hearts'  ili  'Awl Hearts' .
Sami sebe oni nazivaju Skeet-so-mish ili Skitswish, Schitsu'umsh, kojemu Swanton ne zna značenje, dok se danas prevodi na engleski sa  'Those Who Are Found Here.'  Ostali nazivi za njih bili su   'Q'ma'shpal' , kako ih prozvaše Yakima Indijanci, i čije je značenje  "camas people," što očito govori da su bili kopači camas korijenja, jedan od najznačajnijih prehrambenih artikala Indijanaca u dolini rijeke Columbije. 

## Sela
Prema Teitu (1930), Skitswishi su se satojali od tri ogranka čija su se sela nalazila u području rijeka St. Joe River, rijeke Coeur d'Alene i jezera Coeur d'Alene.
St. Joe River Division:
- Ntcaamtsen (.ntcäa'mtsEn), na mjestu gdje swe sastaju rijeke St. Joe i St. Maries Rivers.
- Stiktakeshen (.sti'qutakEcEn?), kod ušća rijeke St. Joe River.
- Stotseawes (stotsEäwes), na St. Joe River, na mjestu poznatom kao Fish Trap.
- Takolks (ta'x.olks) (?), na gornjoj Hangman's River.
- Tcatowashalgs (tcat'owacalgs), na St. Joe River.
- Tcetishtasheshen (tcêti'ctacEcEn), ne daleko od ušća rijeke.

Rijeka Coeur d'Alene (sela:)
- Athlkwarit (alqwarit), na mjestu Harrisona.
- Gwalit (gwa'lît), na jezeru kod Harrisona.
- Hinsalut (hînsä'lut), na rijeci Coeur d'Alene u blizini sela Smakegen.
- Kokolshtelps (qoqolc'têlps), kod sela Nestagwast, na Black Lake.
- Nalstkathlkwen (nalstqa'lxwEn), kod sela Senshalemants, uz rijeku Coeur d'Alene.
- Neatskstem (ne'atsxstEm), na rijeci Coeur d'Alene River i blizu sela Athlkwarit.
- Nestagwast (nest'a'gwast), na Black Lake.
- Senshalemants (sEncä'lEmänts), rijeka Coeur d'Alene.
- Smakegen (sma'qEgen), na mjestu Medimonta.
- Skwato (sk'wat'o'), na mjestu stare misije.
- Tclatcalk (tcla'tcalxw), na jezeru Coeur d'Alene.

Jezero Coeur d'Alene Lake i rijeka Spokane:
- Hinsaketpens (hinsaq'a'tpEns), blizu mosta Spokane bridge.
- Kamilen (q'ämi'len), na Post Falls.
- Mulsh (mu'lc),  Green Acres.
- Neshwahwe (nesxwa'xxwe), vjerojatno kod tamarack Creeka.
- Nesthlihum (nesli'xum).
- Newashalks (ne'Ewa'calqs).
- Nsharept (nca'rEpt).
- Ntaken (nt'a'q'En) Hayden Lake), sjeverno od jezera Coeur d'Alene Lake.
- Ntcemkainkwa (ntc'Emqa'inqwa), na mjestu Coeur d'Alene City.
- Ntsetsawolsako (ntsetsakwolsa'ko?), na Tamarack Creek.
- Smethlethlena (smElEle'na).
- Stcatkwei (stcatkwe'i).
- Tcanokwaken (tcanokwa'kEn?).
- Tcatenwahetpem (tcatenwa'xetpEm), blizu Green Acres, oko 20 milja od Spokane City.
- Tcelatcelitcemen (tcêlätcelîtcEmEn), Coeur d'Alene Lake.
- Tpoenethlpem.

## Povijest
Pleme Coeur d’Alêne prvi spominju Lewis i Clark (1805), ali ne dolaze s njima u kontakt, nego o njima pišu po pričanju plemena Nez Percé. Meriwether Lewis i William Clark trojicu pripadnika plemena susreću tek u svibnju 1806., te procjenjuju njihov broj na oko 2,000, i 120 kuća duž jezera "Wayton Lake" (jezero Coeur d'Alene), nazivajući ih imenom Skeet-so-mish. Godine 1809. David Thompson utemeljuje trgovačku postaju Kullyspell House na obalama jezera Pend Oreille čime je i započela trgovina krznom u tom kraju, te u zamjenu za dabrova krzna Indijanci su se dokopali vatrenog oružja i drugih dobara kojh se našlo kod trgovaca. Coeur d’Alêne ipak nisu odigrali značajniju ulogu. Otac Pierre-Jean DeSmet posjetit će ih 1842. i šest godina kasnije (1848) utemeljiti u Cataldu misiju sv. Srca Isusova (Mission of the Sacred Heart of Jesus). Ovdje će se Indijanci naučiti obradi zemlje i bit će pokršteni, a 1873. izvršna odredbom za njih je otvoren rezervat Coeur d'Alene na kojemu i danas živi preko 1,600 pripadnika ovog plemena. 

## Etnografija
Srce Šila su sjedilačko pleme koji nemaju priča o ranijim migracijama, a u bazenu Spokane i duž rijeka Coeur d' Alene, St. Joe i Clark Fork, žive u velikim stalnim naseljima već tisućama godina. Ovo pleme poznato je po svojim trgovačkim putovanjima koja su poduzimali sve do pacifičke obale na zapad, kao i na preriju, razmjenjujući robu među ovim plemenima. Trgovački su putovi Srce Šila vodili u zemlju plemena Nez Percé, Bannock i među Šošone. U svojoj vlastitoj domovini bavili su se uglavnom ribolovom na rijekama i jezerima, te kopanjem korijenja camas, pa su ih i Yakime nazvali 'narodom camas (korijenja)'. 

## Vanjske poveznice
- Coeur d'Alene Tribe History
- About the Coeur D'Alene Indians
- Coeur d'Alêne Indians
- http://l3.ed.uidaho.edu/Sites/ShowOneSite.asp?SiteID=50&ExpeditionID=1  Arhivirana inačica izvorne stranice od 24. lipnja 2007. (Wayback Machine) Schitsu'umsh, Coeur d'Alene Indians